# Морроу, Дуайт
Дуайт Морроу (англ. Dwight Morrow) (11 января 1873 — 5 октября 1931) — юрист, финансист, дипломат, политик  США. 

## Биография

### Юрист
По образованию — юрист. 
С 1914 года — юридический консультант банкирского дома Моргана и директор связанных с Морганом предприятий («Банкерс трест компани», «Дженерал электрик компани» и др.).

### Финансист
В годы Первой мировой войны организовал через фирму Моргана финансирование союзнических закупок в США.
В 1923 году вместе с другим партнером Моргана, банкиром Ламонтом, «санировал» мексиканские финансы, в результате чего управление всем внешним долгом Мексики, достигавшим 441 млн долл., перешло к фирме Моргана.

### Посол в Мексике
В 1927 году был назначен президентом Кулиджем послом в Мексику. Угрозы интервенции со стороны США, финансовые интересы которых были затронуты новым нефтяным законодательством Мексики, сплачивали в тот момент мексиканский народ против американского империализма. Взял относительно более «либеральный» курс, широко афишировал свое дружелюбие к Мексике, добился от нее уступок и капитуляции в нефтяном вопросе. В 1930 году в результате переговоров с Мексикой о внешнем долге добился  выгодного для США (в частности для фирмы Моргана) долгового соглашения, по которому иностранные кредиторы получали закладную на всю сеть мексиканских железных дорог.

### Государственный деятель
В январе 1930 года покинул пост посла в Мексике, чтобы участвовать в Лондонской морской конференции в составе делегации США. 
В июне 1930 года был избран в Сенат США.
Рассматривался как вероятный кандидат республиканской партии в президенты на выборах 1932 года, но умер раньше, чем эти планы смогли осуществиться.